# یواس‌اس بوستون (۱۷۷۶)
یواس‌اس بوستون (۱۷۷۶) (به انگلیسی: USS Boston (1776)) یک کشتی بود. این کشتی در سال ۱۷۷۶ ساخته شد.